# José León Herrera
José Antonio León Herrera (Lima, 22 de mayo de 1930-26 de octubre de 2021) fue un filósofo, orientalista y docente universitario peruano. 

## Biografía
Perteneciente a una familia de intelectuales y políticos. Nieto de Augusto F. León Paredes, diputado por Lambayeque. Hijo del escritor folclorista lambayecano Augusto León Barandiarán y de Leónor Herrera de la Quintana. Sobrino del abogado y jurista José León Barandiarán y hermano del abogado y escritor Luis León Herrera, primo hermano del arquitecto y arqueólogo Carlos Williams León y del abogado, maestro y jurista José León Barandiarán Hart. Casado con la dama alemana Ute Geyer con quien tuvo dos hijos, Martin y Andrés. 
Realizó sus estudios escolares en el Colegio Antonio Raimondi de Lima. Estudió Letras en la Pontificia Universidad Católica del Perú (PUCP) (1954-1956). Luego estudió en la Universidad Nacional Mayor de San MarcosFilosofía,Filología clásica y Sánscrito (1956-1960). Siguió estudios de Indología obteniendo el grado de licenciado en la Universidad de París (La Sorbona), Institute de civilisation Indienne, con una beca del gobierno francés (1960-1962). También con una beca del Servicio Alemán de Intercambio Académico (DAAD), siguió sus estudios de Indología e Historia comparada de las religiones para obtener el grado de Doctor en la Universidad de Tubinga, Alemania (1962-1965). Obtuvo una beca de UNESCO para seguir estudios de perfeccionamiento en sánscrito y filosofía de la India en la Universidad de Benares, Madrás y Deccan College de Pune en la India (1965-1966). A su retorno al Perú retomó sus estudios en la PUCP obteniendo el grado de bachiller en Humanidades (1971) y Doctor  en Filosofía (1975). Recibió otra vez la beca del Servicio Alemán de Intercambio Académico para investigaciones de Indologia en la Universidad de Tubinga (1976 y 1988) y la beca de la Fundación Japón para realizar investigaciones sobre budismo japonés en Kioto (1982-1983). León Herrera era políglota, dominaba el castellano (su lengua materna), inglés, francés, alemán, italiano, portugués, sánscrito, hindi y griego antiguo. 
Recibió la Orden del Tesoro Sagrado, Rayos Dorados y Collar del gobierno japonés (VI-2000). Discípulo del orientalista y filósofo Fernando Tola Mendoza, León Herrera se desempeñó como asistente de sánscrito del Instituto  de Filología Lingüística de UNMSM (1957-1960), profesor de dicha universidad (1967-1975) y en la PUCP (1968). Desde 1971 se desempeñó en la PUCP, como jefe de la sección de Filosofía del Programa Académico de Letras y Ciencias Humanas de PUCP (1971-1975) coordinador del área de Filosofía del Departamento de Humanidades (1971-1987) y director del Centro de Estudios Orientales de la PUCP. Incorporado como miembro de número a la Academia Peruana de la Lengua (1998) y de la Sociedad Peruana de Filosofía. Como traductor del sánscrito, tradujo libros sagrados hinduistas como La Kena Upanishad (UNMSM, 1958); La Katha Upanishad (UNMSM, 1959); texto del yoga El Yogasutra de Patanjali con el Comentario del rey Bhoja (Ignacio Prado Pastor, 1977); libro sagrado Upanishads (PUCP, 1996), entre otras obras tradicionales de la India. También escribió sobre la cultura clásica de la India, como en su tesis El Término Maya en Rigveda (1975) y en Teatro Clásico de la India (1971).

## Traducciones selectas
- La Kena Upanishad (UNMSM, 1958)
- La Katha Upanishad (UNMSM, 1959)
- El Yogasutra de Patanjali con el Comentario del rey Bhoja (Ignacio Prado Pastor, 1977)[13][14]
- Upanishads (PUCP, 1996)
- Teatro Clásico de la India (PUCP, 1971)
- El Término Maya en Rigveda (1975)
- Las estrofas del Sāmkhya de Ishvarakrishna, en Areté, Vol. XXIV,  N° 2, 2012, pp. 387-402, PUCP 2012.[15]